# Con te Partirò
"Con te Partirò" (pronunciado [kon ˈte partiˈrɔ]; italiano, "Contigo partirei") é uma clássica canção italiana crossover, escrita por Francesco Sartori (música) e Lucio Quarantotto (letra). Foi a primeira canção cantada por Andrea Bocelli no Festival de San Remo de 1995 e foi gravada em seu álbum do mesmo ano, Bocelli. O single foi lançado como A-side single com "Vivere" em 1995, ocupando sempre o topo das paradas, primeiro na França e depois na Bélgica, quebrando  recordes de vendas de discos nesses países. É considerada a sua canção assinatura.
A segunda versão da canção, cantada em italiano e em inglês (com o título Time to Say Goodbye), por Bocelli e pela soprano inglesa Sarah Brightman em 1996, alcançou ainda maior sucesso, liderando as paradas de sucesso na Europa, incluindo Alemanha, onde se tornou o single mais vendido da história. [carece de fontes?] Bocelli também gravou uma versão em espanhol, intitulada Por Ti Volaré.

## Posições
"Con te Partirò"
| Parada (1996/97)                 | Melhor posição |
| -------------------------------- | -------------- |
| Dutch Mega Top 100               | 18             |
| Belgian (Flanders) Singles Chart | 1              |
| Belgian (Wallonia) Singles Chart | 1              |
| French SNEP Singles Chart        | 1              |
| Parada (2007)                    | Melhor posição |
| UK Singles Chart                 | 69             |

"Time to Say Goodbye"
| Parada (1997)             | Melhor posição |
| ------------------------- | -------------- |
| Austrian Singles Chart    | 1              |
| Dutch Mega Top 100        | 5              |
| French SNEP Singles Chart | 25             |
| German Singles Chart      | 1              |
| Irish Singles Chart       | 1              |
| Swedish Singles Chart     | 31             |
| Swiss Singles Chart       | 1              |
| UK Singles Chart          | 2              |

## Certificaçãoes
| País     | Certificação | Data                | Vendas    |
| -------- | ------------ | ------------------- | --------- |
| Áustria  | Platina      | 18 de março de 1997 | 30,000    |
| Alemanha | 11 x Ouro    | 1998                | 2,750,000 |
| Suíça    | 2 x Platina  | 1997                | 100,000   |
| UK       | Ouro         | 1997                | 400,000   |